# Біловка (Казахстан)
Біло́вка (каз. Беловка) — село у складі Мамлютського району Північноказахстанської області Казахстану. Входить до складу Краснознаменського сільського округу.
Населення — 210 осіб (2021; 313 у 2009, 436 у 1999, 501 у 1989).
Національний склад станом на 1989 рік:
- росіяни — 68 %.